# Microcystis
Microcystis ist eine Gattung der Cyanobakterien (Blaugrünbakterien, früher „Blaualgen“).

## Beschreibung
Microcystis bildet bis auf über 1 mm Größe heranwachsende Aggregate aus vielen in Gallerte eingebetteten Zellen. Die Gallerte ist kugelig bis unregelmäßig geformt und ungeschichtet. Die Zellen sind blaugrün bis olivgrün gefärbt und von kugeliger Gestalt. Sie erreichen eine Größe von 1 bis 9 µm. In den Zellen befinden sich wie bei allen Bakterien keine Zellkerne und keine  Plastiden. Meist enthalten die Zellen sogenannte Gasvakuolen. Hierbei handelt es sich um mit Luft gefüllte, von einer speziellen Proteinmembran umgebene Hohlräume. Durch den Auf- und Abbau dieser Vakuolen können die Zellen ihre Dichte verändern, was ihnen ermöglicht, in der freien Wassersäule von Seen zu schweben.

## Fortpflanzung
Die ungeschlechtliche Vermehrung erfolgt durch Zellteilung. Die Teilungsebenen bei aufeinander folgenden Teilungen sind senkrecht zueinander angeordnet. Aggregate können außerdem fragmentieren.
Geschlechtliche Fortpflanzung kommt bei Cyanobakterien nicht vor.

## Verbreitung
Microcystis lebt im Plankton kleinerer und größerer, stehender Gewässer. Die Art bildet zuweilen Algenblüten, wobei der Giftstoff Microcystin (MC) gebildet werden kann. Eine solche giftige Algenblüte gab es beispielsweise 2014 im Erie-See.

## Arten (Auswahl)
- Microcystis aeruginosa
- Microcystis botrys
- Microcystis leavens
- Microcystis parasitica
- Microcystis thermalis

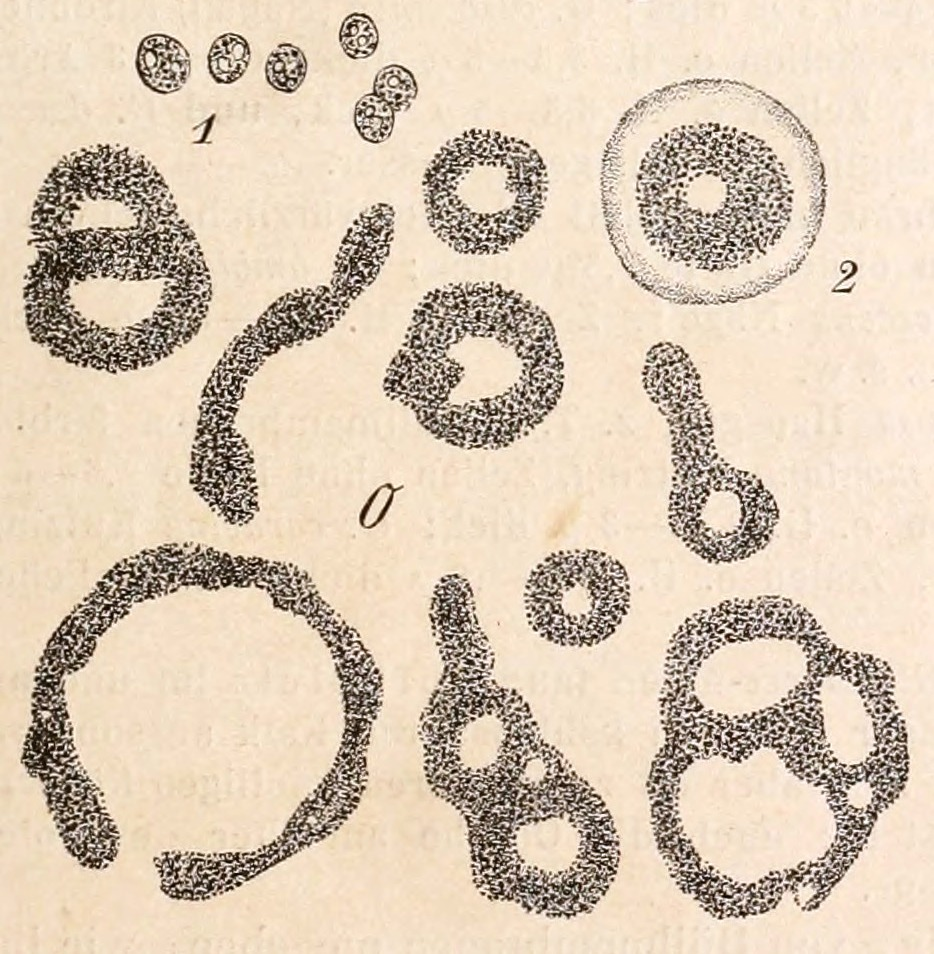
Clathrocystis aeruginosa Henfr., alias Microcystis aeruginosa[3], - 1 einzelne Zellen, 2 die Gallerthülle einer Familie (Kolonie) sichtbar gemacht.
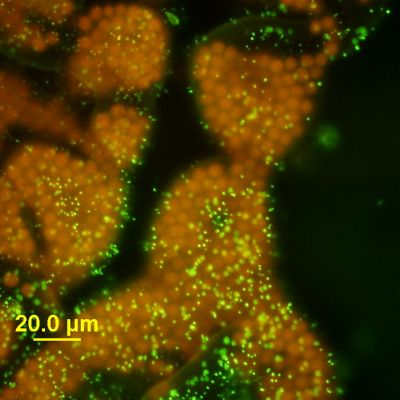
Kolonie von Microcystis wesenbergii unter dem Epifluoreszenzmikroskop, DNA mit SYTOX[4] grün gefärbt
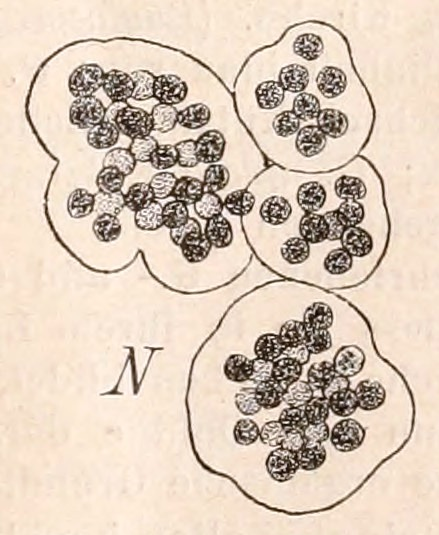
Microcystis floas-aquae Kirch.
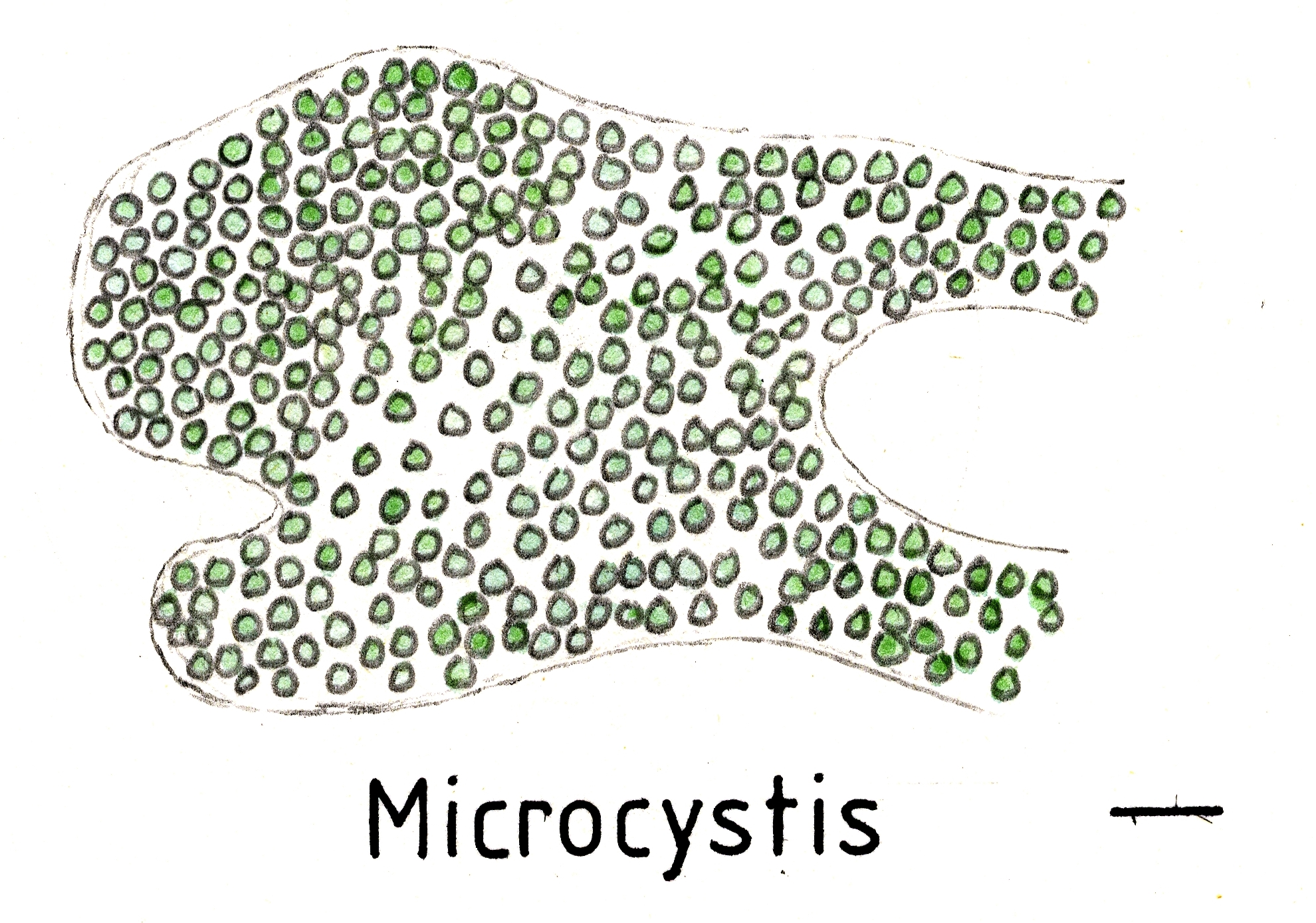
Kolonie von Microcystis. Balken ca. 10 µm

## Viren
Microcystis-Spezies werden von einer Reihe von Viren infiziert, die wegen ihres Wirtes als Bakteriophagen (genauer: Cyanophagen) klassifiziert werden. Beispiele sind:
- Spezies „Podophage BAC9D04“ (alias „Synechococcus-Podovirus BAC9D04“)[5][6][7]
- Spezies „Cyanophage Ma-LBP“ (alias „Microcystis-Phage Ma-LBP“)[8]
- Spezies „Cyanophage Ma-LEP“ (alias „Microcystis-Phage Ma-LEP“)[9]

Diese haben den für die Klasse Caudoviricetes typischen Kopf-Schwanz-Aufbau und werden wegen des kurzen Schwanzteils als Podoviren typisiert. Mangels genauerer Daten werden sie vorläufig in die informelle Podoviren-Gattung „Cyanopodovirus“ gestellt, die taxonomisch nicht zugeordnete Cyanophagen mit diesem Morphotyp vereint.
Dem Morphotyp der Myoviren unter den Caudoviricetes entspricht dagegen die folgenden Beispiele von Microcystis-Viren:
- Spezies Microcystis virus LMM01 (wiss. Fukuivirus LMM01), mit  Cyanophage Ma-LMM01 alias Microcystis-Phage Ma-LMM01 oder en. Microcystis aeruginosa phage Ma-LMM01
- Spezies Microcystis-Virus MVDC (wiss. Fukuivirus MVDC), mit Microcystis-Phage MaMV-DC alias en. Microcystis aeruginosa phage MaMV-DC

aus der offiziellen Gattung Fukuivirus.

## Weiterführende Literatur
- Brian E. Lapointe, Rachel A. Brewton, Malcolm N. McFarland, Nicole Stockley: Nutrient availability in a freshwater-to-marine continuum: Cyanobacterial blooms along the Lake Okeechobee Waterway. In: Harmful Algae, Band 139, November 2024, S. 102710; doi:10.1016/j.hal.2024.102710 (englisch). Dazu:
  - What’s really ‘fueling’ harmful algae in Florida’s lake Okeechobee? FAU Harbor Branch study marks groundbreaking step in preserving this crucial ecosystem. Auf: EurekAlert! vom 10. September 2024. Quelle: Florida Atlantic University.
- Lindsey Doermann: Toxic Tides: Satellites Capture Lake Erie’s Alarming Transformation. Auf: SciTechDaily vom 9. September 2024. Quelle: NASA Earth Observatory (englisch).
- Lauren N. Hart, Brittany N. Zepernick, Kaela E. Natwora, Katelyn M. Brown, Julia Akinyi Obuya, Davide Lomeo, Malcolm A. Barnard, Eric O. Okech, E. Anders Kiledal, Paul A. Den Uyl, Mark Olokotum, Steven W. Wilhelm, R. Michael McKay, Ken G. Drouillard, David H. Sherman, Lewis Sitoki, James Achiya, Albert Getabu, Kefa M. Otiso, George S. Bullerjahn, Gregory J. Dick et al.: Metagenomics reveals spatial variation in cyanobacterial composition, function, and biosynthetic potential in the Winam Gulf, Lake Victoria, Kenya. In: Applied and Environmental Microbiology, Band 91, Nr. 2, 8. Januar 2025; doi:10.1128/aem.01507-24 (englisch). Dazu:
  - Morgan Sherburne: This Algae Is Taking Over Lakes and It’s Worse Than You Think. Auf: SciTechDaily vom 24. Februar 2025.